# (33877) 2000 JR57
2000 JR57 (asteroide 33877) é um asteroide da cintura principal. Possui uma excentricidade de 0.27929330 e uma inclinação de 4.44564º.
Este asteroide foi descoberto no dia 6 de maio de 2000 por LINEAR em Socorro.